# Rakvere
Rakvere (in tedesco Wesenberg) è una città dell'Estonia nordorientale, capoluogo della contea di Lääne-Virumaa. In passato nota anche come Rakovor
Situata a una ventina di chilometri a sud del Golfo di Finlandia, ha popolazione di circa 17 000 abitanti. Sorge lungo la E20, quasi a metà strada tra Tallinn (che dista circa 100 km) e Narva (a circa 114 km), e a pochi chilometri dal Lahemaa Rahvuspark, il parco nazionale più importante dell'Estonia. 
Il comune cittadino (in estone linn) amministra il centro urbano di Rakvere; il contado dipende dal rispettivo comune rurale (in estone vald).

## Monumenti
Rakvere è conosciuta in Estonia per la presenza di una grande statua in bronzo raffigurante un uro, un estinto bovino preistorico.
Eretta per il settecentesimo anniversario della fondazione della città, è considerata la più grande statua in bronzo dei Paesi baltici.
A Rakvere si trovano anche i resti di un castello, costruito nel 1346 e oggi utilizzato per rievocazioni storiche.
Vi si combatté la battaglia di Rakovor nel 1268 e la battaglia di Rakvere nel 1704.

## Amministrazione

### Gemellaggi
Rakvere è gemellata con:
- Nurmo,  Finlandia
- Lappeenranta,  Finlandia
- Lapua,  Finlandia
- Senak'i,  Georgia
- Lütjenburg,  Germania
- Sigtuna,  Svezia